# Liste de films non pornographiques contenant des actes sexuels non simulés
Cet article dresse la liste de films non pornographiques contenant des actes sexuels non simulés.

## Introduction
La représentation de la sexualité dans le cinéma non pornographique a été longtemps interdite (notamment aux États-Unis par des lois fédérales).
Au milieu des années 1960, le cinéma commence à repousser les limites de ce qu'on a le droit de montrer sur un écran. Bien que la grande majorité des séquences de nature sexuelle soient simulées dans le cinéma non pornographique, il existe de rares exemples où les cinéastes ont mis en scène des actes sexuels de façon explicite. La différence entre ces films et les films pornographiques est que, malgré la présence de ces séquences isolées, l'essentiel de ces films n'est pas pornographique, car généralement l'objet du film n'est pas l'acte sexuel en soi mais bien de raconter une histoire dans laquelle le sexe joue un rôle.
Malgré cela, la sortie de tels films est parfois accompagnée de controverses ; certains n'ont pu être diffusés dans le circuit des salles classiques qu'en version censurée avant d'être proposés par la suite en version non censurée lors de leur sortie en VHS ou DVD.
Les films de ce type demeurent relativement rares, leurs possibilités de diffusion étant restreintes — comme l'illustre le cas du film Love de Gaspar Noé, interdit aux moins de 18 ans en 2015 — du fait de leur nature même.

### Critères
Un film peut généralement être classé comme pornographique dès lors qu'il montre au minimum un pénis en érection ; cependant les films montrant une simple érection, et ce sans aucun acte sexuel, ne sont pas listés dans cet article.
En France, il y eut une brève période entre l'abolition de la censure en 1974 (après l'élection de Valéry Giscard d'Estaing) et l'entrée en vigueur de la loi X en janvier 1976 durant laquelle de nombreux films pornographiques sont sortis en salle sans le moindre problème ; ceux-ci ne sont pas listés ici.

## Films contenant des actes sexuels non simulés
Les films suivants, classés comme non pornographiques, contiennent des séquences montrant des actes sexuels (dont pénétration), lesquels sont considérés comme non simulés. Le cinéma étant un art du simulacre, il existe donc de nombreuses polémiques quant à la véracité de ces considérations. Il y a une grande différence entre ce que l'on croit voir à l'écran et ce qui s'est effectivement passé sur le plateau de tournage. Le critère « acte sexuel non simulé » dépend donc de la plus ou moins grande confiance que l'on accorde aux personnes qui ont affirmé de telles pratiques comme réelles. Conséquemment sont répertoriés ici les films dont un membre de l'équipe (réalisateur, acteur, etc.) a attesté la présence d'actes sexuels non simulés durant le tournage ou si un ouvrage de référence a affirmé une telle chose, même si cela a été contesté par la suite par d'autres sources.
La liste suivante n'aborde donc aucune des nombreuses rumeurs qui ne sont ni fondées sur une source considérée comme sérieuse ni sur l'affirmation de quelqu'un d'assez proche de la réalisation des films concernés.

### Années 1960
- On nous appelle les mods (1968) (Dom kallar oss mods), film documentaire de Jan Lindqvist et Stefan Jarl qui suit de jeunes hippies[note 2].

### Années 1970
- Sweet Sweetback's Baadasssss Song[note 3] (1971) de Melvin Van Peebles[note 4].
- Turkish Délices (1973) de Paul Verhoeven contient des scènes explicites[1].
- L'Empire des sens (Ai no corrida) (1976) — séquences non simulées, notamment la fellation (jusqu’à éjaculation) entre Eiko Matsuda et Tatsuya Fuji[1],[2].
- Monsieur Sade (1977) de Jacques Robin, film expérimental s'ouvrant sur un rapport sexuel non simulé[3].
- L'Ange et la Femme (1978) — scènes non simulées impliquant Carole Laure et Lewis Furey[4].
- Le Diable au corps (1986) (Il Diavolo in corpo) — fellation pratiquée par Maruschka Detmers sur Federico Pitzalis[1],[4],[5].

### Années 1990
- La Fille seule (1995) de Benoît Jacquot — contient une scène de sexe non simulée interprétée par Catherine Guittoneau et Hervé Gamelin[6].
- La Vie de Jésus (1997) de Bruno Dumont — contient un plan de pénétration non simulé[1]. Les deux acteurs ayant réalisé le doublage sont crédités au générique.
- La donna lupo (1999) — fellation réalisée par Loredana Cannata[7].
- Pola X (1999) — pénétration non simulée entre les doublures de Guillaume Depardieu et Katerina Golubeva[8].
- Romance (1999) — Caroline Ducey prend dans sa bouche le sexe de Sagamore Stévenin, ou de sa doublure. On voit par contre l'actrice saisir le sexe en érection de Rocco Siffredi à pleine main, mais la véracité de la pénétration de Rocco Siffredi sur Caroline Ducey a été niée, notamment par la réalisatrice Catherine Breillat[9] et Caroline Ducey, mais confirmée par Rocco Siffredi[10].
Si rien n'est donc sûr quant à la simulation ou non des actes impliquant l'actrice principale, des actes sexuels non simulés (pénétrations, éjaculation) sont toutefois effectués par des acteurs de porno et bien visibles dans une scène du film[2].

### Années 2000
- Baise-moi (2000) — nombreuses scènes non simulées impliquant Karen Bach et Raffaëla Anderson, par ailleurs actrices porno sous les noms respectifs de Karen Lancaume et Raphaëlla. Le film a été interdit ou classé comme pornographique dans plusieurs pays, parfois provisoirement (en Australie par exemple)[2]. Le film comprend une dizaine de plans montrant une pénétration non simulée ainsi que des fellations et des éjaculations[11].
- In extremis (2000) — une fellation est pratiquée lors d'une scène où l'on voit Sébastien Roch entrer dans un club érotique[12].
- Sade (2000) — Daniel Auteuil introduit ses doigts dans le vagin du personnage d'Isild Le Besco, doublée par une actrice pornographique. « Jacquot tenant à ce qu'on filme la pénétration sans détour, il décide, avec Auteuil et [le producteur Patrick Godeau], de faire venir un acteur et une actrice de porno pour les doublures. […] Après réflexion, Auteuil dit ne pas y tenir — ce sont donc ses doigts qui pénètrent le sexe de la doublure d'Isild Le Besco[13]. »
- Intimité (2001) (Intimacy) — fellation de Kerry Fox sur Mark Rylance[1],[2].
- Le Pornographe (2001) — scènes de tournage d’un film pornographique (dont le réalisateur est interprété par Jean-Pierre Léaud) avec pénétrations et éjaculations impliquant plusieurs acteurs pornographiques, parmi lesquels Ovidie et Titof[14].
- Ken Park (2002) — l'actrice Tiffany Limos joue une scène sexuellement explicite avec deux acteurs où l’on voit clairement une fellation non simulée. Plusieurs autres scènes non simulées sont visibles[1].
- The Brown Bunny (2003) — à la fin du film, Chloë Sevigny pratique une fellation sur Vincent Gallo (qui est son compagnon dans la vie), apparemment jusqu’à éjaculation[1],[15],[note 5],[note 6].
- 9 Songs (2004) — multiples scènes non simulées entre Kieran O'Brien et Margo Stilley, dont une montrant une éjaculation[16].
- Anatomie de l'enfer (2004) — pénétration non simulée entre les personnages joués par Rocco Siffredi et Amira Casar. Ce n'est toutefois pas Amira Casar qui a tourné les plans non simulés mais une doublure, comme la réalisatrice Catherine Breillat le confirme dans un entretien[17].
La séquence d'ouverture du film montre une fellation entre hommes mais il est difficile de dire si l’acte a réellement été accompli.
- Batalla en el cielo (2005) de Carlos Reygadas montre des fellations et une éventuelle pénétration impliquant Anapola Mushkadiz, ainsi que d'autres scènes non simulées entre des acteurs secondaires du film[18].
- Destricted (2006) est un film collectif réfléchissant sur la pornographie et la sexualité à l'écran, avec pour point commun d'inclure une scène explicite dans chaque segment. Ce film contient donc plusieurs actes non simulés, notamment dans les segments réalisés par Larry Clark et Gaspar Noé[1].
- Shortbus (2006) de John Cameron Mitchell contient plusieurs séquences non simulées dont une scène d'auto-fellation[1].
- Lust, caution (2007) de Ang Lee contient de nombreuses scènes sexuelles qui, selon les insinuations du réalisateur, seraient en partie non simulées[19]. En tout cas, les scènes ont incité les autorités de certifications américaines à le classer NC-17[20] pour « contenu à caractère sexuel explicite ».
- Serbis (2008) de Brillante Mendoza — des fellations non simulées sont filmées dans le cinéma porno qui sert de décor au film[21],[22].
- Antichrist (2009) de Lars von Trier, contient une pénétration non simulée en début de film[23].
- Now & Later (2009) de Philippe Díaz — scènes non simulées de pénétration et de sexe oral entre les deux acteurs principaux Shari Solanis et James Wortham[24].

### Années 2010
- Q (2011) de Laurent Bouhnik — plusieurs scènes explicites pour lesquelles le réalisateur avait cherché des acteurs « qui acceptent de tourner des scènes avec des actes sexuels non simulés[25]. » Fellation non simulée entre Déborah Révy et Johnny Amaro, ainsi qu'une masturbation de Johnny Amaro par Déborah Révy. Fellation non simulée de Déborah Révy sur Gowan Didi et une autre par Hélène Zimmer sur le même acteur. Scène de masturbation non simulée d'Hélène Zimmer. Cunnilingus non simulé de Patrick Hautier sur Déborah Révy.
- Hotel Desire (2012), moyen métrage allemand de 40 minutes de Sergej Moya contenant un rapport sexuel non simulé entre l'actrice Saralisa Volm et l'acteur Clemens Schick. Ce dernier passe son doigt entre les grandes lèvres de sa partenaire (sans pénétration) puis lui fait un cunnilingus. Le film comprend ensuite une scène de masturbation de Saralisa Volm sur Clemens Schick avant de lui enfiler un préservatif en gros plan. La scène se termine par un coït non simulé[26].
- Chroniques sexuelles d'une famille d'aujourd'hui, comédie de Pascal Arnold et Jean-Marc Barr — scènes avec des rapports sexuels non simulés. On y découvre la vie sexuelle des parents, des trois enfants (âgés de 18 à 22 ans) et du grand-père[27].
- Clip (2012) de Maja Milos — deux scènes de fellation non simulées[28].
- L'Inconnu du lac (2013) d'Alain Guiraudie — fellations entre hommes, dont une éjaculation, réalisées avec des doublures trouvées par l'équipe du film sur un site de rencontres[29].
- Nymphomaniac (2013) de Lars von Trier — dans la version non censurée, plans de sexe non simulé tournés par des acteurs porno, avec insertion numérique ultérieure des têtes des acteurs, qui n'ont donc pas participé aux actes montrés[30].
- Much Loved (2015) de Nabil Ayouch. Le plan de travail de ce film contient une scène de fellation non simulée réalisée par Loubna Abidar sur Carlo Brandt. La scène n'a pas été incluse dans la version finale du film[31].
- Love (2015) de Gaspar Noé — à cause de la « répétition » et l’« importance dans le scénario » de scènes de sexe non simulées, le film est interdit aux moins de 18 ans en France[32].
- Mektoub, my love: intermezzo (2019) d'Abdellatif Kechiche — l'acteur Roméo de Lacour pratique sur Ophélie Bau un cunnilingus[33] non simulé[34].

## Autres

### Films contenant des pénétrations non simulées d'objets
- Baise-moi (2000) — Le film montre un homme dont l'anus est pénétré par une arme[11].

### Films montrant d’autres actes sexuels non simulés n'impliquant pas de pénétration
- Les Insatisfaites Poupées érotiques du docteur Hitchcock (La bestia uccide a sangre freddo) (1970) de Fernando Di Leo inclut un bref gros plan montrant un sexe féminin masturbé[4].
- Sweet Movie (1974) – Carole Laure prend en main le pénis de son partenaire et le passe sur son visage. L'actrice avait obtenu la suppression de cette séquence pour la distribution en France ainsi qu'une autre où elle apparaît nue sur un lit, les jambes écartées face à la caméra[35].
- Une vraie jeune fille de Catherine Breillat (1975) – On y voit une éjaculation dans un mouchoir[36]. D'autre part, l'héroïne se masturbe et on la voit aussi uriner (avec gros plan assez explicite pour que ce ne soit pas simulé).
- Antichrist (2009) de Lars von Trier. En plus des actes sexuels non simulés (voir ci-dessus), Charlotte Gainsbourg se masturbe et se fait masturber par Willem Dafoe, à plusieurs reprises dans le film[23],[37].

### Films pornographiques ressortis dans la distribution non pornographique
Avant l’arrivée de la vidéo, les films pornographiques sortaient parfois dans des cinémas non pornographiques. Dans certains cas, les scènes de pénétrations pouvaient avoir été retirées ou remplacées mais parfois le film était projeté dans sa version non censurée.
- Gorge profonde (1972) (Deep Throat) – ressortie non censurée.
- Café Flesh (1982) – une version alternative de ce film porno de science-fiction est sortie dans les cinémas (R-rated aux États-Unis).
- Dixie Ray, Hollywood Star (1983) – version censurée sous le titre It's Called Murder, Baby (R-rated aux États-Unis).
- Night Trips (1989) – montré dans plusieurs festivals de films.
- Polissons et Galipettes (2002), montage de courts métrages pornographiques anonymes du début du XXe siècle, sorti dans les salles.

### Films contenant des extraits de films pornographiques préexistants
- La Marche triomphale (1976) de Marco Bellocchio avec Miou-Miou et Patrick Dewaere diffuse des images pornographiques en fond, dont une fellation, pendant que les deux acteurs font l'amour.
- Le Sucre (1978) de Jacques Rouffio, Adrien (Jean Carmet) et Renaud (Gérard Depardieu) suivent un avocat qui se rend dans un cinéma pornographique des Grands Boulevards. On peut y voir des extraits softs.
- La Chasse (1980) de William Friedkin contient plusieurs images subliminales de sodomie tirées de films pornographiques gay.
- Le téléphone sonne toujours deux fois !! de Jean-Pierre Vergne (1985). Les Inconnus poursuivent « la taupe » et atterrissent dans un cinéma X de Pigalle où l'on peut voir un extrait soft avec Julie Arnold.
- Une époque formidable..., de Gérard Jugnot (1990). Le gardien de l'entrepôt où Jugnot et le gang de Bohringer vont voler des matelas, regarde sur son poste un film X, vraisemblablement diffusé sur Canal Plus, en version cryptée. Lorsqu'un membre du gang déstabilise l'antenne de télévision, le film passe alors brusquement en version décryptée, à la grande surprise du gardien.
- Assassin(s) (1997) de Mathieu Kassovitz – une scène de pénétration en gros plan est regardée à la télévision par Mehdi Benoufa (ou incrustée devant lui).
- Extension du domaine de la lutte (1999) de Philippe Harel, adapté de Michel Houellebecq — plusieurs extraits de films pornographiques montrent une pénétration et un pénis masturbé[38].
- Fight Club (1999) de David Fincher — des passages subliminaux (sous la forme d'une seule image de temps à autre) sont insérés par le personnage principal, qui est (entre autres) projectionniste. Par un effet de mise en abyme, on comprend par la suite que le film (Fight Club) lui-même a été modifié de cette manière.
- Seul contre tous (1998) – la version longue contient environ 25 secondes d’images pornographiques, lorsque Philippe Nahon regarde un film X dans un cinéma[1].
- La Pianiste (2001) de Michael Haneke — Isabelle Huppert se rend dans une cabine de sex shop. On peut voir une fellation sur un extrait du film qu'elle visionne.
- La Chatte à deux têtes (2002) de Jacques Nolot. La scène se situe dans un cinéma porno hétéro à Pigalle. Plusieurs scènes sont visibles à l’écran.
- Uzak (2002) de Nuri Bilge Ceylan, l'acteur principal tente de voir un film x alors que son cousin dort chez lui (une scène soft entre deux femmes).
- Pusher 2 : Du sang sur les mains (Pusher II: With Blood on My Hands) (2004) de Nicolas Winding Refn — Une fellation en gros plan sur un extrait de film diffusé sur une télévision, ainsi qu'une scène de masturbation féminine toujours sur une télévision.
- Inside Deep Throat (2005) est un documentaire, sorti en salles, à propos du film pornographique Gorge profonde, dont il montre plusieurs extraits.
- Le Dernier Roi d'Écosse (2006), où l'on voit Idi Amin Dada (Forest Whitaker) regarder Gorge profonde pendant une orgie de drogue.
- Canine (2009) de Yórgos Lánthimos, où l'on peut voir une scène de fellation sur une télévision.
- 10 ½ (2010) de Daniel Grou, qui s'ouvre sur le personnage de Tommy Leblanc (Robert Naylor) en train de regarder un film pornographique où une femme pratique une fellation.
- Il n'y a pas de rapport sexuel (2011) de Raphaël Siboni. Ce documentaire est constitué de making-of des tournages de films pornographiques de l'acteur-réalisateur de films pornographiques HPG[39],[40].
- Don Jon (2013), où le protagoniste est accro aux films pornographiques, dont on voit plusieurs scènes dans son téléviseur.
- Grave (2016), où Adrien (Rabah Nait Oufella), le colocataire homosexuel de la protagoniste regarde un film pornographique gay en se masturbant.

## Acteurs ayant effectué des actes sexuels non simulés

### Coït
- Eiko Matsuda et Tatsuya Fuji dans L'Empire des sens (1976)[41]
- Catherine Guittoneau et Hervé Gamelin dans La Fille seule (1995)[6]
- Caroline Ducey et Rocco Siffredi dans Romance (1999) (disputé)[42],[43],[44],[45]
- Margo Stilley et Kieran O'Brien dans 9 Songs (2004)[46],[47],[48],[49]
- Sook-Yin Lee dans  Shortbus  (2010)[50]
- Saralisa Volm et Clemens Schick dans Hotel Desire (2012)[51]

### Fellation
- Kerry Fox sur Mark Rylance dans Intimité (2001)[52],[53],[54],[55]
- Chloë Sevigny sur Vincent Gallo dans The Brown Bunny (2003)[15]
- Shari Solanis sur Keller Wortham dans Now and Later (2009)[56]